# Зниклий безвісти (фільм, 1982)
«Зниклий безвісти» (англ. Missing) — американський фільм-драма 1982 року, поставлений режисером Коста-Гаврасом. У основу фільму лягла справжня історія Чарлза Гормана, молодого журналіста із США, зниклого в Чилі після військового перевороту і загиблого від рук чилійських військових 19 вересня 1973, коли до влади прийшов диктатор Августо Піночет. Фільм здобув Золоту пальмову гілку 35-го Каннського кінофестивалю 1982 року .
Фільм був заборонений в часи військової диктатури в Чилі, хоча сам Піночет там не згадується, замість адмірала Меріно звучить вигадане ім'я адмірала Худобре; Чилі також, але звучать назви міст Сантьяго і Вінья-дель-Мар, на військовому гелікоптері чітко видно розпізнавальні знаки Військово-повітряних сил Чилі. Не залишає сумнівів і датування подій в записах Гормана вереснем — явно 1973 року.

## Сюжет
Чилі, вересень 1973 року. Щойно стався військовий переворот, в результаті якого було повалено законний уряд Сальвадора Альєнде. На вулицях комендантська година, постійно лунають постріли, люди гинуть десятками.
Молодий журналіст і письменник Чарлі Горман (Джон Ші) повертається з Вінья-дель-Мар в Сантьяго, де його чекає дружина Бет (Сісі Пейсер). Він натякає, що бачив і чув багато цікавого та дещо записав. Одного разу Бет затримується і не може повернутися додому, їй доводиться ночувати в підворітті. Прийшовши додому, вона виявляє, що усе усередині будинку перевернуто, а Чарлі зник. Сусіди говорять, що його забрали військові, проте ті через американське консульство стверджують, що відпустили його, і він, ймовірно, переховується. Минає час, а Чарлі не з'являється. За два тижні зі зникнення бізнесмен Ед Горман (Джек Леммон), батько Чарлза, приїжджає до Чилі, щоб на місці зайнятися його пошуками.
Спочатку Ед налаштований скептично стосовно своєї невістки й намагається співпрацювати з американськими представниками, але відсутність результатів з їхнього боку наводить його на підозри й примушує почати власне розслідування. Він все більше переконується у причетності американської влади до перевороту в Чилі й до загибелі його сина. Нарешті тіло Чарлі Гормана знаходять, Ед подає до суду на американських посадовців, винних, на його думку, в тому, що сталося, аж до Кіссинджера, проте йому не вдається домогтися успіху. Проте нехай і такою дорогою ціною, він зрозумів, що так шанована американська держава зовсім не має наміру захищати інтереси окремих громадян США, коли йдеться про «високі» політичні міркування.

## У ролях
| Джек Леммон     | ···· | Ед Горман            |
| Сіссі Спейсек   | ···· | Бет Горман           |
| Мелані Мейрон   | ···· | Террі Саймон         |
| Джон Ші         | ···· | Чарльз Горман        |
| Чарльз Чіоффі   | ···· | капітан Рей Тауер    |
| Девід Кленнон   | ···· | консул Філ Патнем    |
| Джеррі Гардін   | ···· | полковник Шон Патрік |
| Річард Бредфорд | ···· | Картер Бебкок        |

## Визнання
| Нагороди та номінації фільму «Зниклий безвісти» | Нагороди та номінації фільму «Зниклий безвісти»   | Нагороди та номінації фільму «Зниклий безвісти» | Нагороди та номінації фільму «Зниклий безвісти» | Нагороди та номінації фільму «Зниклий безвісти» | Нагороди та номінації фільму «Зниклий безвісти» |
| Рік                                             | Кінофестиваль/кінопремія                          | Категорія/нагорода                              | Номінант                                        | Результат                                       |                                                 |
| ----------------------------------------------- | ------------------------------------------------- | ----------------------------------------------- | ----------------------------------------------- | ----------------------------------------------- | ----------------------------------------------- |
| 1982                                            | 35-й Каннський кінофестиваль                      | Золота пальмова гілка                           | Зниклий безвісти                                | Перемога                                        |                                                 |
| 1982                                            | 35-й Каннський кінофестиваль                      | Приз за найкращу чоловічу роль                  | Джек Леммон                                     | Перемога                                        |                                                 |
| 1982                                            | Національна рада кінокритиків США                 | ТОП-10 фільмів                                  | Зниклий безвісти                                | Перемога                                        |                                                 |
| 1982                                            | Спільнота кінокритиків Нью-Йорка                  | Найкращий фільм                                 | хто                                             | Номінація                                       |                                                 |
| 1982                                            | Спільнота кінокритиків Нью-Йорка                  | Найкращий сценарій                              | Коста-Гаврас, Дональд Стюарт                    | 3-є місце                                       |                                                 |
| 1983                                            | Премія «Оскар»                                    | Найкращий фільм                                 | Зниклий безвісти                                | Номінація                                       |                                                 |
| 1983                                            | Премія «Оскар»                                    | Найкращий актор в головній ролі                 | Джек Леммон                                     | Номінація                                       |                                                 |
| 1983                                            | Премія «Оскар»                                    | Найкраща акторка в головній ролі                | Сіссі Спейсек                                   | Номінація                                       |                                                 |
| 1983                                            | Премія «Оскар»                                    | Найкращий сценарій                              | Коста-Гаврас, Дональд Стюарт                    | Перемога                                        |                                                 |
| 1983                                            | Золотий глобус                                    | Найкращий фільм (драма)                         | Зниклий безвісти                                | Номінація                                       |                                                 |
| 1983                                            | Золотий глобус                                    | Найкращий режисер                               | Коста-Гаврас                                    | Номінація                                       |                                                 |
| 1983                                            | Золотий глобус                                    | Найкраща чоловіча роль у фільмі (драма)         | Джек Леммон                                     | Номінація                                       |                                                 |
| 1983                                            | Золотий глобус                                    | Найкраща жіноча роль у фільмі (драма)           | Сіссі Спейсек                                   | Номінація                                       |                                                 |
| 1983                                            | Золотий глобус                                    | Найкращий сценарій                              | Коста-Гаврас, Дональд Стюарт                    | Номінація                                       |                                                 |
| 1983                                            | Премія BAFTA                                      | Найкращий фільм                                 | Зниклий безвісти                                | Номінація                                       |                                                 |
| 1983                                            | Премія BAFTA                                      | Найкращий режисер                               | Коста-Гаврас                                    | Номінація                                       |                                                 |
| 1983                                            | Премія BAFTA                                      | Найкращий актор                                 | Джек Леммон                                     | Номінація                                       |                                                 |
| 1983                                            | Премія BAFTA                                      | Найкраща акторка                                | Сіссі Спейсек                                   | Номінація                                       |                                                 |
| 1983                                            | Премія BAFTA                                      | Найкращий сценарій                              | Коста-Гаврас, Дональд Стюарт                    | Перемога                                        |                                                 |
| 1983                                            | Премія BAFTA                                      | Найкраща музика до фільму                       | Вангеліс                                        | Номінація                                       |                                                 |
| 1983                                            | Премія BAFTA                                      | Найкращий монтаж                                | Франсуаза Бонно                                 | Перемога                                        |                                                 |
| 1983                                            | Премія Давид ді Донателло                         | Найкращий іноземний актор                       | Джек Леммон                                     | Номінація                                       |                                                 |
| 1983                                            | Італійський національний синдикат кіножурналістів | Найкращий іноземний кінорежисер                 | Коста-Гаврас                                    | Номінація                                       |                                                 |
| 1983                                            | Лондонське коло кінокритиків                      | Найкращий фільм року                            | Зниклий безвісти                                | Перемога                                        |                                                 |
| 1983                                            | Лондонське коло кінокритиків                      | Найкращий режисер року                          | Коста-Гаврас                                    | Перемога                                        |                                                 |
| 1983                                            | Лондонське коло кінокритиків                      | Найкращий сценарист року                        | Коста-Гаврас, Дональд Стюарт                    | Номінація                                       |                                                 |